# Shumikhinsky (huyện)
Huyện Shumikhinsky (tiếng Nga: ? райо́н) là một huyện hành chính tự quản (raion), của Tỉnh Kurgan, Nga. Huyện có diện tích 2790 km², dân số thời điểm ngày 1 tháng 1 năm 2000 là 36500 người. Trung tâm của huyện đóng ở Shumiha.